# Seconde guerre de Cent Ans
La « seconde guerre de Cent Ans » est un terme employé en périodisation pour décrire une série de conflits militaires ayant opposés la France (sous les régimes successifs de la monarchie absolue, puis de la République à partir de 1792 et de l'Empire à partir de 1804) et l'Angleterre (puis la Grande-Bretagne à partir de 1707 et le Royaume-Uni à partir de 1801) entre le XVIIe siècle et le XIXe siècle, comprenant notamment plusieurs guerres à l'échelle européenne et mondiale telles que la guerre de Succession d'Espagne, la guerre de Succession d'Autriche, la guerre de Sept Ans, la guerre d'indépendance des États-Unis et les guerres napoléoniennes.
La deuxième guerre de Cent Ans tire son nom de la guerre de Cent Ans, qui s'est déroulée aux XIVe siècle et XVe siècle, célèbre pour avoir vu s'opposer de même la France et l'Angleterre à l'époque médiévale, pendant plus de cent ans.

## Dénomination
La notion de « seconde guerre de Cent Ans » peut recouvrir deux acceptions :
C'est essentiellement le nom utilisé par certains historiens,, pour désigner l'ensemble des conflits militaires entre la France et l'Angleterre (puis la Grande-Bretagne) d'environ 1689 à 1815. John Robert Seeley est le premier à avoir employé cette métaphore dans son livre intitulé L’Expansion de l’Angleterre (en) (1883), reprise notamment par l'historien Arthur Howland Buffinton comme titre de son ouvrage The Second Hundred Years War: 1689-1815 (1929).
Elle est parfois employée pour évoquer la guerre de Cent Ans elle-même, qui a vu s'opposer la dynastie des Plantagenêts à celle des Valois entre 1337 et 1453, en référence à une « première guerre de Cent Ans » qui a opposé les Plantagenêts et les Capétiens entre 1152 et 1259.
Cependant, certains historiens qualifient de « tentative d'entente cordiale » le rapprochement entre Londres et Paris après le traité d'Utrecht (1713), couvrant la Régence et les premières années du règne de Louis XV.

## Contextualisation
Comme la guerre de Cent Ans, le terme ne décrit pas un seul conflit armé mais plutôt un état de guerre presque continuel entre les deux principaux belligérants. L'utilisation de l'expression pour englober plusieurs conflits du XVIIe siècle au XIXe siècle évoque une relation de toutes ces guerres en tant que composantes de la rivalité entre la France et l'Angleterre pour l'obtention d'une influence mondiale. Il s'agissait en outre d'une guerre entre et pour l'avenir des empires coloniaux de chaque État.
Les deux pays sont restés des antagonistes permanents, alors même que leurs identités nationales évoluaient considérablement à cette époque. La Grande-Bretagne ne s'est formée qu'en 1707. Auparavant, elle était constituée des royaumes distincts d'Angleterre et d'Écosse, même si la Couronne et l'armée étaient communes. En 1801, la Grande-Bretagne s'est unie à l'Irlande pour former le Royaume-Uni de Grande-Bretagne et d'Irlande. Cette période a également vue une mutation de la France sous trois régimes distincts, au travers du royaume dirigé par la dynastie des Bourbons, la République née de la Révolution française et l'Empire sous Napoléon Ier.
Les diverses guerres entre les deux États au cours du XVIIIe siècle impliquaient généralement d'autres pays européens dans le cadre de grandes alliances ; à l'exception de la guerre de la Quadruple Alliance où elles étaient liées par l'Alliance anglo-française, la France et l'Angleterre se sont toujours opposées l'une à l'autre. Certaines de ces guerres, comme la guerre de Sept Ans, sont parfois considérées comme des guerres mondiales et comprenaient des batailles dans les colonies alors en expansion en Inde, en Amérique et sur les voies de navigation maritimes autour du globe.

## Résumé

### Liste des guerres impliquées
- La guerre de la Ligue d'Augsbourg (1688-1697)
  - La Première Guerre intercoloniale (1689-1697)
- La guerre de Succession d'Espagne (1701-1714)
  - La Deuxième Guerre intercoloniale (1702-1713)
- La guerre de Succession d'Autriche (1740-1748)
  - La Troisième Guerre intercoloniale (1744-1748)
- La guerre de Sept Ans (1756-1763)
  - La Quatrième Guerre intercoloniale (1754-1763)
- La guerre d'indépendance des États-Unis (1775-1783)
  - La guerre franco-britannique (1778-1783)
- Les guerres de la Révolution française (1792-1802)
  - La guerre de la Première Coalition (1793-1797)
  - La guerre de la Deuxième Coalition (1798-1800)
- Les guerres napoléoniennes (1803-1815)
  - La guerre de la Troisième Coalition (1805)
  - La guerre de la Quatrième Coalition (1806-1807)
  - La guerre d'indépendance espagnole (1808-1814)
  - La guerre de la Cinquième Coalition (1809)
  - La guerre de la Sixième Coalition (1812-1814)
  - La guerre de la Septième Coalition (1815)

### Prélude (1688-1715)
Les premières tensions apparaissent avec l'accession du Hollandais Guillaume III au titre de roi d'Angleterre lors de la Glorieuse Révolution de 1688. Les Stuart avaient cherché à s'entendre avec Louis XIV : Jacques Ier et Charles Ier, tous deux protestants, avaient évité autant que possible de s'impliquer dans la guerre de Trente Ans, tandis que Charles II et Jacques II, convertis au catholicisme, avaient de plus activement soutenus le roi de France dans sa guerre contre la République hollandaise. Guillaume III, quant à lui, a cherché à s'opposer au régime catholique de Louis XIV et s'est présenté comme le chef des protestants. Les dissensions se sont poursuivies au cours des décennies suivantes, durant lesquelles la France a protégé et soutenu les jacobites qui cherchaient à renverser les derniers Stuart et, à partir de 1715, les Hanovre. Les principales conflits anglo-françaises de cette période furent la guerre de Neuf Ans (1688-1697) et la guerre de Succession d'Espagne (1701-1714). La guerre de Succession d'Espagne a vu la Grande-Bretagne entamer son ascension en tant que puissance commerciale et navale, mais à la suite des traités d’Utrecht, les deux pays formèrent une alliance comme, l'alliance anglo-française, leurs intérêts convergeant puisqu'ils souhaitaient empêcher la montée en puissance de l'Espagne ou de la Russie. L'alliance s'est rapidement effondrée et les deux pays sont redevenus des rivaux.

### Guerres coloniales (1744-1783)
Après le règne de Guillaume III la rivalité entre les deux pays est passée d'une question de religion à une question de commerce, de colonies et de maintien de l'équilibre des pouvoirs. Les principaux conflits de cette période entre la Grande-Bretagne et la France sont, dans l'ordre, les suivants : La guerre de succession d'Autriche (1744-1748), les guerres carnatiques (1746-1763), la guerre de Sept Ans (1756-1763) et la guerre d'indépendance des États-Unis (1775-1783). À la fin de la guerre de Sept Ans, la Grande-Bretagne a pris le pas sur la France en tant que première puissance européenne, détruisant la puissance coloniale française en Inde et en Amérique du Nord. La France a cependant profité de la guerre d'Indépendance des États-Unis pour saper l'hégémonie coloniale britannique en Amérique du Nord en soutenant les révolutionnaires américains avec des hommes et du matériel, mais les dettes de ce conflit ont à leur tour provoqués une révolution en France peu de temps après.

### Guerres de la Révolution et de l'Empire (1792-1815)
Le déclenchement des guerres de la Révolution française (1792-1802) a entraîné une nouvelle période de conflit entre la Grande-Bretagne et la France, cette dernière étant désormais sous le contrôle d'un gouvernement républicain. Les Britanniques ont pris la tête d'une coalition paneuropéenne qui s'est opposée aux Français lors des guerres des première, deuxième, troisième, quatrième, cinquième et sixième coalitions. Bien que les alliés britanniques de la coalition aient subi des défaites répétées contre les Français, les succès navals britanniques, qui ont privé la France d'une grande partie de son empire colonial, ont contribué à assurer la pérennité d'autres coalitions pendant les guerres napoléoniennes (1803-1815). La défaite finale de Napoléon Ier lors des Cent-Jours a conduit à son abdication et à son exil, et eu pour conséquence de mettre définitivement fin au conflit récurrent entre la France et la Grande-Bretagne, cette dernière affirmant de manière décisive sa suprématie navale, impériale et coloniale sur la France pour le siècle à venir. L'objectif britannique de restaurer la monarchie française fut ensuite confirmé par le traité de Paris et le congrès de Vienne qui suivi.

## Conséquences
Après la fin des guerres révolutionnaires et napoléoniennes, les conflits directs entre la France et la Grande-Bretagne prirent fin, les deux pays se concentrant désormais sur l'expansion de leurs empires coloniaux et la consolidation de leur autorité dans leurs sphères d'influence respectives. Les deux nations ont combattu du même côté lors de la guerre d'indépendance grecque (1826-1829) et de la guerre de Crimée (1853-1856), reflétant un niveau croissant d'alignement des politiques étrangères britannique et française concernant l'Europe. Au cours de la seconde moitié du XIXe siècle, les craintes croissantes des deux nations face à la puissance grandissante de l'Empire allemand (établi en 1871 à la suite de la guerre franco-prussienne) ont conduit à l'Entente cordiale, un rapprochement des relations anglo-françaises marqué par une série d'accords signés le 8 avril 1904. L'Entente cordiale résout également les différends coloniaux entre la Grande-Bretagne et la France, et marque la fin définitive de près de mille ans de conflits intermittents, remplaçant le modus vivendi qui existait depuis la fin des guerres napoléoniennes en 1815 par un accord plus formel.

### Autres guerres relatives
- Guerres intercoloniales
- Guerres carnatiques
  - Première guerre carnatique
- Guerre anglo-micmac
- Guerre de la Conquête
- Guerre navale franco-britannique (1778-1783)
- Révolution haïtienne
- Rébellion irlandaise de 1798